# Regla d'Haldane

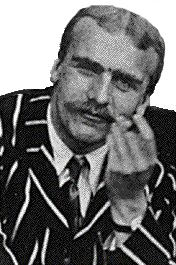
John Burdon Sanderson Haldane.

La regla d'Haldane és una llei relacionada amb l'evolució i l'especiació resumida pel biòleg britànic John Burdon Sanderson Haldane el 1922 i diu que als híbrids entre espècies i, per extensió, a la seva separació, que si existeix un sexe que és més inviable o estèril probablement serà el gènere heterogamètic. Aquesta regla afirma que «quan en la descendència de dues espècies animals diferents, un dels dos sexes no apareix, és rar o és estèril, aquest és sempre el sexe heterogigòtic (heterogamètic)».
A molts organismes, com els mamífers o les mosques del gènere Drosophila, els mascles són el sexe heterogamètic (que té els cromosomes XY) i les femelles el gènere homogamètic (amb cromosomes XX). En altres animals, com els ocells o les papallones i en les plantes en general, la situació és a la inversa. La norma va ser testimoniada amb diferents tipus d'hibridació.
Diverses teories intenten explicar la base genètica de la regla de Haldane.
- La teoria de la dominació: els híbrids heterogamètics es veurien afectats per tots els gens X, recessius i dominants, implicats en incompatibilitats, mentre que els homogamètics només pels dominants.
- La teoria de la major rapidesa del mascle: Els gens masculins evolucionen més ràpidament, a causa de la selecció natural.
- El salt meiòtic: a les poblacions híbrides, elements genètics "egoistes" desactiven les cèl·lules espermàtiques (un factor lligat a X desactiva un portador de Y i viceversa).
- Teoria de l'X més ràpid: Els gens X tenen efectes més importants a l'aïllament reproductiu.

La teoria de dominació és la més admesa, encara que les diferents tesis no s'exclouen entre elles i potencialment podrien actuar juntes per causar la inviabilitat i l'esterilitat dels sexes heterogamètics.
La regla d'Haldane té correspondència amb les observacions que mostren l'enllaç sexual de determinats gens recessius negatius, més corrents entre els homes que entre les dones, com els gens que produeixen l'hemofília o acromatòpsia.